# Districte d'Uda
El districte d'Uda (宇陀郡, Uda-gun) és un districte de la prefectura de Nara, a la regió de Kansai, Japó. Uda és el districte menys poblat de tota la prefectura. El seu municipi més populós és el poble de Mitsue.

## Geografia
El districte d'Uda es troba localitzat a la part més oriental de la prefectura d'Osaka, limitant a l'est amb la prefectura de Mie. El districte està format pels municipis de Mitsue i Soni, tots dos amb la categoria de poble.

### Municipis
| |          |          |          |
| \| Municipi \| Població \| Extensió \| Densitat \| \| -------- \| -------- \| -------- \| -------- \| \| Mitsue \| 1.487 \| 79,58 \| 18,7 \| \| Soni \| 1.363 \| 47,76 \| 28,5 \| \| Total \| 2.850 \| 127,34 \| 21,4 \| |          |          |          |
| Municipi | Població | Extensió | Densitat |
| Mitsue | 1.487    | 79,58    | 18,7     |
| Soni | 1.363    | 47,76    | 28,5     |
| Total | 2.850    | 127,34   | 21,4     |

## Història
Tot i ser un districte que ja existia a l'antiga província de Yamato i que no fou creat després de la restauració Meiji, la data oficial de creació del districte és el 15 d'abril de 1880, nou anys abans de l'entrada en vigor de la llei de municipis de 1889. Des del 18 d'abril de 1876 va pertànyer a la breu prefectura de Sakai i posteriorment, quan aquesta va ser absorbida per la prefectura d'Osaka, el districte d'Uda va ser part d'aquesta fins al 4 de novembre de 1887, quan va tornar a formar part de la prefectura de Nara. L'1 d'agost de 1897, la seu del govern del districte s'establí a la vila de Matsuyama (actual ciutat d'Uda). En l'actualitat, la totalitat dels antics municipis del districte forma part de la recentment creada ciutat d'Uda, fundada el 2006.

### Antics municipis
La següent és una llista d'antics municipis del districte amb l'enllaç als seus actuals municipis:
- Ōuda (大宇陀町) (1942-2006)
- Utano (菟田野町) (1956-2006)
- Haibara (榛原町) (1889-2006)
- Murō (室生村) (1889-2006)
- Inasa (伊那佐村) (1889-1954)
- Ukashi (宇賀志村) (1889-1956)
- Uta (宇太町) (1889-1956)
- Sanbonmatsu (三本松村) (1889-1955)
- Matsuyama (松山町) (1889-1942)
- Kanbe (神戸村) (1889-1942)
- Seishi (政始村) (1889-1942)
- Uchimaki (内牧村) (1889-1955)